# Bague-allonge
Pour les articles homonymes, voir Bague (homonymie).

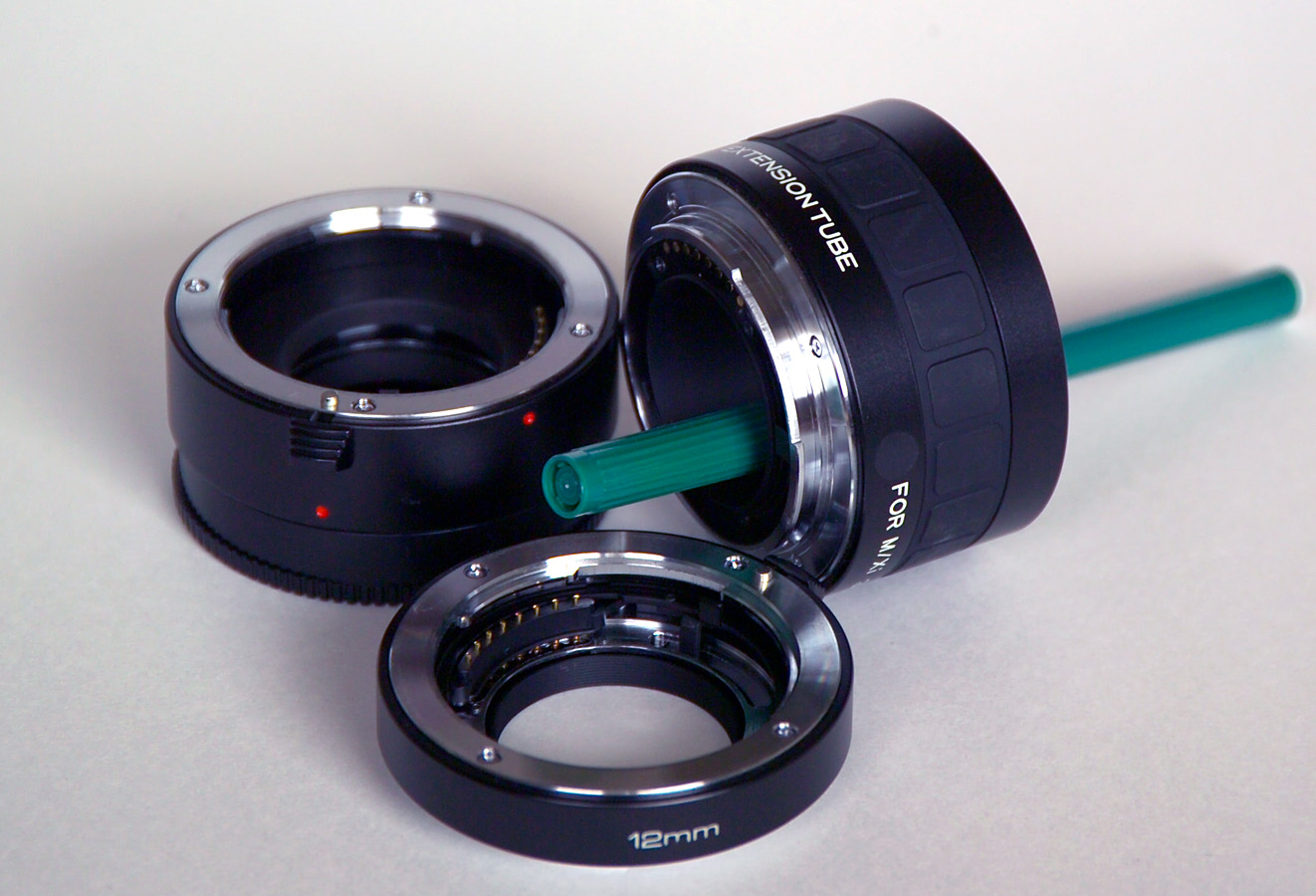
Un ensemble de bague-allonges avec un feutre démontrant l'absence de lentille.

Une bague-allonge est un accessoire pour appareil photographique à objectifs interchangeables, utilisé en macrophotographie ou proxiphotographie. Elle ne contient aucune lentille, sa fonction est d'augmenter le tirage, c'est-à-dire d'éloigner l'optique du film ou du capteur, en s'intercalant entre l'objectif et le boîtier, ce qui a pour effet :
- d'augmenter le grandissement ;
- de diminuer la distance de mise au point ;
- de réduire la lumière disponible pour la capture de l'image.

Une bague-allonge placée entre un appareil photographique et un objectif quelconque permet ainsi de réaliser des images à fort grandissement en réduisant la distance minimale de mise au point. Il est alors possible de photographier des objets de très petites dimensions (insectes, fleurs, timbres, etc.). Cet accessoire au prix relativement faible évite ainsi l'acquisition d'objectifs macrophotographiques spécialisés, généralement coûteux. Des focales comprises entre 50 et 200 mm en 24x36 conviennent parfaitement à cet usage. Le seul inconvénient est lié à une perte de luminosité et au montage de l'ensemble : si l'on souhaite utiliser à nouveau l'objectif pour des prises de vue normales, il est indispensable de démonter la bague-allonge. Cette solution est ainsi moins pratique qu'un objectif macrophotographique, que la très longue rampe de mise au point permet d'utiliser aussi bien en prise de vues normales qu'en macrophotographie, et qui dispose, pour ce dernier usage, d'une gramme de grandissements plus importante.
On peut combiner plusieurs bagues-allonges pour augmenter le tirage.
Les bagues-allonges modernes comportent des contacts électriques permettant d'assurer l'échange d'informations entre l'objectif et le boîtier (autofocus, mesure de la lumière, choix de la valeur d'ouverture), voire d'alimenter par le boîtier le système de stabilisation de l'objectif.